# Maria Teresa Rivera
María Teresa Rivera (La Libertad, 1983) is een Salvadoriaans activistische verdediger van vrouwelijke mensenrechten op het gebied van het recht op abortus. Zij werd in 2012 veroordeeld tot twintig jaar gevangenis voor moord nadat zij een miskraam had gehad. Na vier en een half jaar werd zij vrijgelaten. In maart 2017 kregen Rivera en haar twaalfjarig zoontje asiel van het Zweedse Migratie Agentschap naar aanleiding van het hoger beroep tegen haar vroege vrijlating door de openbare aanklager. Bij inwilliging daarvan werd de kans groot dat zij wederom gevangen zou kunnen worden gezet.
In El Salvador geldt vanaf 1998 een totaalverbod op abortus. Bij vijf andere Latijns-Amerikaanse landen is dat ook het geval: Chili, Haïti, Honduras, Nicaragua en Suriname.

## Jeugd
Rivera komt uit La Libertad, een kleine stad in El Salvador. Gedurende de burgeroorlog verdween haar moeder; Rivera was toen acht jaar oud. Op achtjarige leeftijd werd Rivera aangevallen en verkracht door een vreemdeling terwijl zij 's nachts buiten liep. Na deze aanval gingen zij en haar broer wonen in een kindertehuis dicht bij de hoofdstad. Rivera maakte haar middelbare school af en ging werken in fabrieken en de detailhandel. In mei 2005 kreeg zij een zoon. De relatie tussen Rivera en de vader van de baby eindigde naar aanleiding van huiselijk geweld. Rivera en haar ex-schoonmoeder bleven een sterke relatie houden. Samen voedden zij het kind op.

### Het proces
In 2011 werd Rivera voor de rechter gedaagd. De rechter in haar zaak baseerde zijn oordeel op twee bewijsstukken. De manager van de fabriek waar Rivera werkte, vertelde in zijn getuigenis dat Rivera hem in vertrouwen had verteld dat zij dacht zwanger te zijn. De rechter trok daaruit de conclusie dat zij wist dat zij inderdaad zwanger was. In het autopsierapport stond dat de baby volgroeid was en gestorven aan prenatale verstikking. Daaruit leidde de rechter af dat Rivera de baby opzettelijk had verstikt. Hij veroordeelde Rivera tot veertig jaar gevangenisstraf. Rivera vocht de beslissing aan en gaf daarbij aan dat zij, als zij had geweten dat zij zwanger was, alles zou hebben gedaan om de baby te beschermen.

### Gevangenis
In de overvolle gevangenis werd Rivera vaak ‘babymoordenaar’ genoemd. Om wat geld te verdienen deed zij in de gevangenis klusjes zoals het schoonmaken van de toiletten en het verzamelen van afval. Gedurende haar tijd in de gevangenis zag zij haar zoon twee keer. De CFDA startte verschillende beroepen tegen de gevangenisstraf, deze werden keer op keer verworpen.
Volgens Amnesty International deelde Rivera haar cel met 250 mensen. Op 20 mei 2016 werd zij vrijgelaten, na een besluit van de rechtbank om de veroordeling nietig te verklaren.

## Na de gevangenis
Na haar vrijlating bedankte Rivera Amnesty International voor hun inzet om haar vrij te krijgen:
Ik heb mijn ervaringen met anderen gedeeld en dank God dat ik hier (in de gevangenis) niet meer ben. Ik ben dankbaar voor elke man en vrouw die mijn zaak heeft gevolgd met een brandende kaars, en daarbij hoopte dat ik vrij zou komen. Dat gaf me zoveel kracht. Want als men daarbuiten geloof daarin zou hebben, moest ik het ook geloven. In El Salvador heeft het recht gezegevierd en dat moet ook gebeuren met mijn "compañeras". Ik vraag dan ook iedereen – mannen en vrouwen die mijn zaak hebben gevolgd – ook deze mensen te ondersteunen. Ik zal me bij jullie aansluiten. Ik heb niet de financiële middelen, maar wel de morele kracht om hen te helpen zich sterk te voelen door de hoop dat ook zij ooit vrij zullen zijn, en dat gerechtigheid ook voor hen zal zegevieren.
In El Salvador zitten 26 vrouwen vast voor het veroorzaken van miskramen en zij zitten straffen uit van dertig tot veertig jaar. Dergelijke zaken, onder meer bekend onder de naam "Las 17", hebben in El Salvador en internationaal media-aandacht gekregen. Rivera was de derde vrouw van de "Las 17" die vrijgelaten werd. Na haar celstraf was het moeilijk om een baan te vinden, zij bleef bekend als de ‘babymoordenaar’. De openbare aanklager ging inmiddels in beroep om de vrijlating van Teresa terug te laten draaien.
De Zweedse autoriteiten verleenden Rivera asiel op 17 maart 2017. Zij was de eerste persoon die asiel kreeg op grond van vervolging wegens het overtreden van een abortusverbod. De Zweedse regering gaf haar huisvesting voor haarzelf en haar zoon.